# Société des hydrocarbures du Tchad
La Société des hydrocarbures du Tchad (SHT) est la compagnie pétrolière nationale tchadienne, créée en juillet 2006.
Cette société a été créée par le gouvernement Idriss Déby dans le but de nationaliser les exploitations pétrolières du pays, pour reconcentrer les revenus sur l'État tchadien et sa population.

## Prestation
La Société des Hydrocarbures du Tchad (SHT) est une société nationale qui a pour objet la prospection, la recherche, le développement, la production et le transport par canalisation des hydrocarbures liquides et gazeux, le raffinage, le transport, le stockage et la distribution des produits finis, la commercialisation des hydrocarbures et des produits finis. Elle assure également la réalisation des études en rapport avec ses activités, la formation et la promotion de son personnel national nécessaire à la maîtrise de tous les aspects du secteur des hydrocarbures.

## Contrôle familial
Selon le site Africa Intelligence, la manne pétrolière qui représente en 2015 73 % des revenus et 90 % des exportations du Tchad, est entièrement contrôlée par les proches d'Idriss Déby Itno, à commencer par son épouse, Hinda Déby Itno. Des proches de cette dernière apparaissent à chaque étape de la gestion des recettes de la production reversées à l'Etat par les sociétés internationales - ExxonMobil/Petronas et China National Petroleum Corporation (CNPC). Frère aîné d'Hinda Déby Itno, le ministre de l'éducation Ahmat Khazali Acyl a été le premier directeur général de la SHT. Le directeur commercial de cette société, Ibrahim Bourma Hissein, a, lui, épousé l'une des sœurs d'Hinda Déby Itno. Le directeur financier et comptable de la SHT, Mahamat Guihini Guet, dont le poste a été spécialement créé pour lui en 2014, est l'un des neveux du président Déby.